# Timothy Bottoms

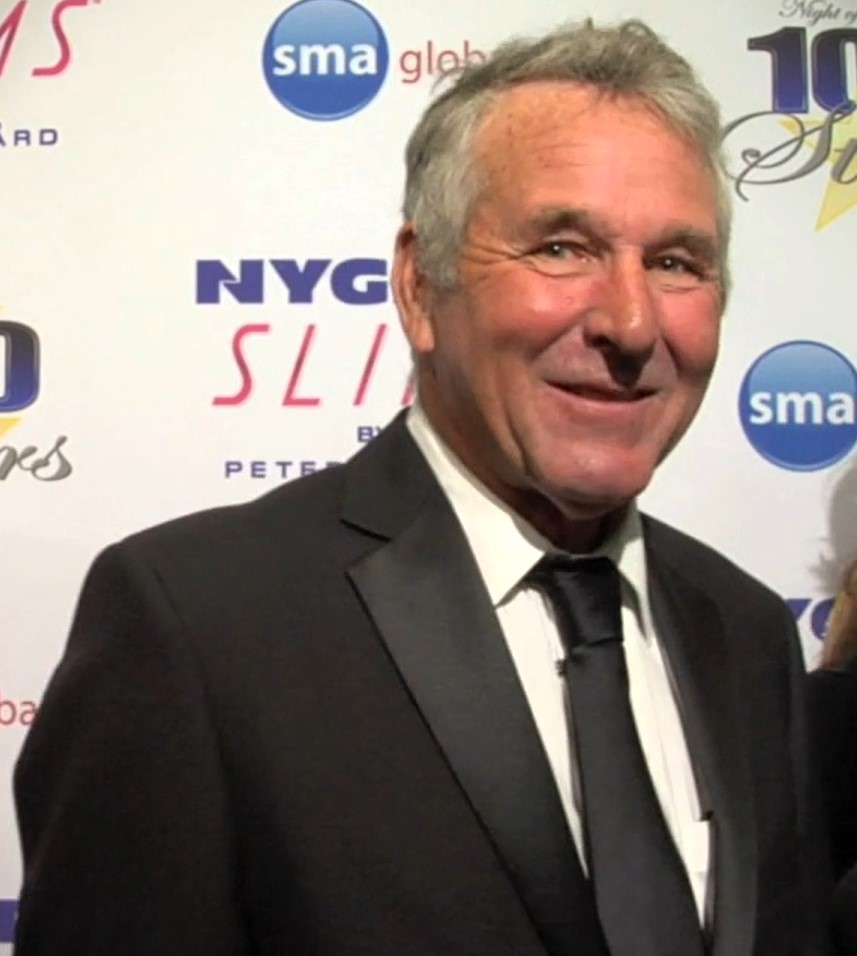
Timothy Bottoms (2015)

Timothy James Bottoms (* 30. August 1951 in Santa Barbara, Kalifornien) ist ein US-amerikanischer Schauspieler.

## Leben und Karriere
Timothy Bottoms ist der älteste von vier Brüdern, die alle Schauspieler wurden: neben ihm selbst noch Joseph Bottoms (* 1954), Sam Bottoms (1955–2008) und Ben Bottoms (* 1960). Er machte seinen Schulabschluss an der Santa Barbara High School seiner Heimatstadt und sammelte erste Schauspielerfahrungen in Theaterstücken.
1971 machte Timothy Bottoms sein vielversprechendes Filmdebüt unter Regie von Dalton Trumbo in dem Antikriegsfilm Johnny zieht in den Krieg als arglos in den Krieg ziehender Johnny, der schwerste Verletzungen erleidet und in einem Hospital versteckt wird. Noch im selben Jahr spielte er auch die Hauptrolle des Sonny Crawford in dem für acht Oscars nominierten Kultfilm Die letzte Vorstellung von Peter Bogdanovich. Nach guten Kritiken für diese beiden durchaus anspruchsvollen Filmdarstellungen galt Bottoms als kommender Hollywood-Star und spielte unter anderem 1973 in dem Drama Zeit der Prüfungen die Hauptrolle eines Jurastudenten, der sich mit seinem von John Houseman gespielten Professor Auseinandersetzungen liefert.
Nach einer Reihe von eher erfolglosen Filmen flaute die Popularität von Bottoms bald wieder ab. Er versuchte sich in anderen Rollen, etwa als ehemaliger Gefangener im Film Jagdzeit in Texas (1976) oder als Antagonist in Achterbahn (1977). Auch übernahm er Fernsehrollen, so im Jahr 1981 als Adam Trask in der Fernseh-Miniserie Jenseits von Eden nach dem Roman von John Steinbeck. In den 1980er- und 1990er-Jahren wirkte Bottoms als Haupt- und Nebendarsteller an einer großen Anzahl von B-Movies und Direct-to-Video-Streifen mit, ohne dass sich der alte Erfolg wieder einstellte. 1990 verkörperte er nochmals die Rolle des Sonny Crawford in Texasville, der Fortsetzung von Die letzte Vorstellung, wobei Bottoms in diesem Film im Gegensatz zu seinem einstigen Co-Star Jeff Bridges eher zum Nebendarsteller zurückgestuft war.
Erneute Aufmerksamkeit brachte Bottoms in den 2000er-Jahren eine gewisse Ähnlichkeit mit dem damaligen US-Präsidenten George W. Bush, weshalb er diesen in mehreren Filmen sowie der Fernsehserie Hier kommt Bush! darstellen konnte. In dieser Dekade war er mehrfach in Independentfilmen zu sehen, so als alkoholkranker Familienvater in Gus Van Sants Amoklauf-Drama Elephant (2003) oder als Vater von Hayden Panettieres Figur im Film Shanghai Kiss (2007). Sein Schaffen umfasst rund 120 Produktionen.
Bottoms ist seit 1983 in zweiter Ehe mit Marcia Morehart verheiratet. Aus dieser Ehe hat er drei Kinder und ist außerdem Vater eines Kindes aus seiner ersten Ehe.

## Filmografie (Auswahl)
- 1971: Johnny zieht in den Krieg (Johnny Got His Gun)
- 1971: Die letzte Vorstellung (The Last Picture Show)
- 1972: Look Homeward, Angel (Fernsehfilm)
- 1973: Liebe, Schmerz und das ganze verdammte Zeug (Love and Pain and the Whole Damn Thing)
- 1973: Zeit der Prüfungen (The Paper Chase)
- 1974: Die weiße Dämmerung (The White Dawn)
- 1974: The Crazy World of Julius Vrooder
- 1975: Das Sonderkommando (Operation Daybreak)
- 1976: Jagdzeit in Texas (A Small Town in Texas)
- 1976: Die Bankiers (Arthur Hailey's the Moneychangers, Miniserie)
- 1977: Achterbahn (Rollercoaster)
- 1979: Hurricane
- 1981: Jenseits von Eden (East of Eden, Miniserie)
- 1984: Hambone and Hillie
- 1984: Augen in der Dunkelheit (Love Leads the Way, Fernsehfilm)
- 1985: Das Geheimnis der Phantomhöhlen (What Waits Below)
- 1986: Im Schatten des Kilimandscharo (In the Shadow of Kilimanjaro)
- 1986: Invasion vom Mars (Invaders from Mars)
- 1986: Perry Mason: Bezahlte Killer (Perry Mason: The Case of the Notorious Nun, Fernsehfilm)
- 1987: Mio, mein Mio (Mio, min Mio)
- 1989: Zurück vom River Kwai (Return from the River Kwai)
- 1990: Texasville
- 1990: Bradburys Gruselkabinett (The Ray Bradbury Theater, Fernsehserie, Folge 4x12)
- 1991–1992: Im Land der Saurier II (Land of the Lost, Fernsehserie, 26 Folgen)
- 1993: Wie ein Vogel im Wind (Digger)
- 1994: Operation Blue Sky (Blue Sky)
- 1994: Candy und die Rivalinnen der Rennbahn (Horses and Champions)
- 1995: Top Dog
- 1995: Ripperman – Das Grauen hört nie auf  (Ripperman)
- 1995: Im Netz der Verführung (Hourglass)
- 1995: Leihmutter wider Willen (Desperate Obsession)
- 1996: Ringer – Unter falschem Namen (Ringer)
- 1997: Hilfe! Mein Hund spricht (Tiger)
- 1998: Alexandre Dumas – Der Mann mit der eisernen Maske (The Man in the Iron Mask)
- 2000: Kidnapped – Tödlicher Sumpf (Held for Ransom)
- 2001: Hier kommt Bush! (That’s My Bush, Fernsehserie, 8 Folgen)
- 2002: Die wilden Siebziger (That ’70s Show, Fernsehserie, Folge 4x15)
- 2002: Crocodile Hunter – Auf Crash-Kurs (The Crocodile Hunter: Collision Course)
- 2003: Elephant
- 2003: DC 9/11: Time of Crisis (Fernsehfilm)
- 2004: The Girl Next Door
- 2004: Navy CIS (NCIS, Fernsehserie, Folge 2x03)
- 2005: Deckname Jane Doe: Ich seh’ etwas, was Du nicht siehst (Jane Doe: Now You See It, Now You Don’t, Fernsehfilm)
- 2005: Vampire Bats (Fernsehfilm)
- 2005: Grey’s Anatomy (Fernsehserie, Folge 2x11)
- 2006: Paradise, Texas
- 2007: Dirt (Fernsehserie, 2 Folgen)
- 2007: Shanghai Kiss
- 2007: Along the Way
- 2007: Weihnachten in Handschellen (Holiday in Handcuffs, Fernsehfilm)
- 2008: Deadly Suspicion – Im Kreis der Familie (The Governor’s Wife, Fernsehfilm)
- 2008: Parasomnia
- 2009: An American Girl: Chrissa setzt sich durch (An American Girl: Chrissa Stands Strong)
- 2009: Ruf der Wildnis (Call of the Wild)
- 2010: Private Practice (Fernsehserie, Folge 3x22)
- 2010: Erotische Erpressung (Pound of Flesh)
- 2013: The Bridge – America (The Bridge, Fernsehserie, Folge 1x13)
- 2014: Hotel mit Herz (Sweet Surrender, Fernsehfilm)
- 2016: Men’s Group
- 2019: The Shed
- 2020: Tar